# Brdice pri Kožbani
Brdice pri Kožbani so naselje v Občini Brda.